# 細聽我心聲
《細聽我心聲》一書收錄了香港慈善機構「龍耳」於2010年舉辦的徵文比賽的得獎作品，目的是透過舉辦徵文比賽，推廣融合教育的理念，以聾人及弱聽學生過往求學的經歷作借鑒，令社會大眾知道更多聾人及弱聽人士的心聲。是次徵文比賽也邀請聾童家長參加，讓他們分享陪伴聾童的經歷和對他們的期望。
這次徵文比賽得到香港中文大學《李菁聾健共融基金》的資助，亦得到《國際獅子總會中國港澳 303 區青年獅子區會》的支持。
《細聽我心聲》於2010年由龍耳推出網上版本，供讀者於網上免費下載。

## 比賽形式
比賽分為中學組及公開組。中學組的對象以就讀中學的聾人及弱聽學生為主，以自身經驗，寫在融合教育或特殊學校所面對的困難，或寫如何去克服社交及求學的困難等。而公開組的對象會以已畢業的聾人及弱聽人士及其家長為主，鼓勵他們透過文章，表達他們過往在學校或陪伴子女在主流學校的心路歷程。
各得獎參賽者希望透過他們的過往求學及陪伴聾童的經驗，給教育界人士、學校校長、老師、同學以及聾人及弱聽學生的家長，都能借他們過往求學的經驗，給他們能加深了解聾人及弱聽人士在求學所面對的困難，消除對聾人及弱聽人士的誤解，以期望將來他們能給予聾人及弱聽學生更好的協助，達致聾人及弱聽學生融入主流學校的共融理念。

## 評審委員會
由社會賢達、學者及從事與聾人及弱聽人士相關的工作人士擔任，包括︰

| 中學組 - 陳國權校長 （前路德會啟聾學校校長） - 鄧照輝先生 （2010/11年度青年獅子區會會長） - 王彩琦女士 （臨床心理學博士學生） | 公開組 - 陳肖齡女士 （前社會福利署助理署長） - 葉吳素如女士 （香港教育學院兼任講師） - 郭綠華女士 （獅子會區青獅組主席） - 張超雄博士 （香港理工大學應用社會科學系講師） |

## 目錄
| 標題                                      | 作者                          | 頁數 | 節錄 |
| 序                                        |                               |      | |
| 我的半聽世界                              | 司徒世偉                      | 10   | "如果說聾人的世界是一個沒有聲音的電視畫面，那麼，弱聽的世界便是有少許聲音的電視畫面，沒有字幕的輔助，根本不知電視的旁白內容。"             |
| 我對融合教育的感想                        | 陳凱燕                        | 12   | |
| 聽不到的心聲                              | 陳焯頴                        | 14   | "戴助聽器就是你戴眼鏡一樣……沒有助聽器，的確是聽不到聲音啊！沒有眼鏡，看不清楚前方的路，不也同樣沒有安全感！"                               |
| 回顧過往融合教育之歷程                    | 俞斌                          | 16   | |
|                                           |                               |      | 評審委員會的評語 |
| 中學組得獎作品                            |                               |      | |
| 靜聽我心聲－ 風雨中， 我的獨白！ （冠軍） | 潘莉翎 （聖公會林護紀念中學） | 19   | 以文藝筆觸寫出心聲，情感豐富，文筆流暢，用字精煉，耐讀，在聽不到或是不被「聽到」心聲是痛苦，但作者從黑暗處找到光明，是一篇文筆感性的文章。 |
| 我在聾校的日子 （亞軍）                   | 馮芷筠 （真鐸學校）           | 21   | 平實而情深，從文章可見作者對生命的熱愛，內容積極，熱愛母校之情躍然紙上。                                                                   |
| 靜聽我心聲 （季軍）                       | 黃雪花 （路德會 啟聾學校）    | 22   | 簡潔、精要，從母親關顧的生活瑣事反映出母愛對聾人成長的重要性，在字裡行間感受到作者從小到大所面對的困難，卻沒有放棄自己！                   |
| 靜聽我心聲 （優異獎）                     | 黃家俊 （真鐸學校）           | 23   | 使人鼻子一酸的文章，細訴那種被歧視、被冷漠對待的經歷。但依然努力反思，奮鬥和勇敢面對將來！                                                 |
| 我在聾校的日子 （優異獎）                 | 顏浩星 （真鐸學校）           | 24   | 結構完整，文筆流暢，以幾件個別事例勾劃出校園的生活，淡然可喜。                                                                             |
| 靜聽我心聲 （優異獎）                     | 徐紅 （路德會 啟聾學校）      | 25   | 清晰闡述聾人面對的困難，文章點出有關助聽機對聾童效能的問題，值得社會各界人士的關注。                                                       |
| 我在聾校的日子 （優異獎）                 | 張永賢 （真鐸學校）           | 26   | 簡約扼要的反映出聾校學習生活的特色。 |
| 我在聾校的日子 （優異獎）                 | 曾惠君 （真鐸學校）           | 27   | 文章緊扣主題，但可多著筆於聾人的經歷。 |
| 公開組得獎作品                            |                               |      | |
| 我在學的日子 （冠軍）                     | 莫彥                          | 28   | 體察到家庭及主流教育的成果，努力向上，正面積極，不屈服於生理缺憾，懂感恩，令人感動。                                                       |
| 我在學的日子 （亞軍）                     | Dora Lee                      | 30   | 正面積極，內容很清楚描述出克服過程及努力，英文書寫能力很高，把挑戰化為力量，加倍努力，一定成功。                                           |
| 給孩子的信 （季軍）                       | 邱佩怡                        | 33   | 一篇感動人心的文章，感到母愛的偉大，父母積極面對孩子的成長，給予孩子一個好好發揮的機會。                                                   |
| 與弱聽孩子走過的日子 （優異獎）           | 曾維州                        | 35   | 很高興這位父親能有一位雖聽覺障礙，但努力不懈而又成功融入社會的兒子，父母為孩子的成就而感到驕傲。                                           |
| 過著不平凡的讀書日子 （優異獎）           | 黃澄海                        | 37   | 有層次表達讀書的困難，寫出老師與同學協助是寶貴的資源。                                                                                     |
| 我在學的日子 （優異獎）                   | 余煒琳                        | 39   | 坦誠的描寫學習緊張的心路歷程，可幸得到家人的愛護及支持，希望這位同學不要屈服於困難，努力去超越自己。                                       |
| 我在學的日子 （優異獎）                   | 張真美                        | 41   | 積極克服每一個階段所遇到的困難，激勵自己達至學業成功。                                                                                     |
| 我在學的日子 （優異獎）                   | 陳偉基                        | 42   | 雖有聽覺障礙，仍然擁有積極進取精神，很喜歡「積極裝備自己的決心及鬥志」的句子，同學你要繼續努力。                                           |

註：優異獎排名不分先後
資料來源：龍耳 － 《細聽我心聲》徵文比賽得獎作品 （页面存档备份，存于）

## 社會的反應
自從《細聽我心聲》的書刊推出後，引起社會上很大的迴響，此書刊獲教育局常任秘書長委任的一個委員會 － 《家庭與學校合作事宜委員會》上載其網頁。
資料來源：家庭與學校合作事宜委員會 － 網上家長錦囊

## 《聲空奇遇》徵文比賽
由於反應熱烈，「國際獅子總會中國港澳 303 區青年獅子區會」和「龍耳」於2011年再度合作，再次舉辦《聲空奇遇》徵文比賽，希望藉著一系列的活動宣揚共融訊息，透過文字讓社會大眾了解聾人及弱聽人士的心聲，鼓勵社會大眾以積極正面的文字，勉勵聾人及弱聽人士活出積極及精彩的人生，為社會大眾與聾人及弱聽人士創造彼此溝通和了解的機會。
《聲空奇遇》的書刊於2011年由《國際獅子總會中國港澳 303 區青年獅子區會》推出網上版本，供讀者於網上免費下載。

## 學術評審團
由社會賢達、獅子會代表及從事與聾人及弱聽人士相關的工作者擔任評審團，包括︰

| 中學組 - 袁國華教授 （恆生管理學院中文系副教授 ） - 李伍淑嫻女士 （香港中文大學李菁聾健共融基金召集人） - 馮志豪先生 （西貢區青少年發展協會委員） - 鄧照輝青獅 （青年獅子區會會長） | 公開組 - 姚勤敏先生 （香港中文大學手語及聾人研究中心 賽馬會手語雙語共融教育計劃項目經理） - 俞斌先生 （勞工及福利局康復諮詢委員會委員） - 李光興先生 （「龍耳」榮譽顧問） - 李傑之獅伯 （獅子會中學校董） |

## 《聲空奇遇》目錄
| 標題                                                 | 作者                                         | 引用《細聽我心聲》的文章                                                                                               |
| 中學組得獎作品                                       |                                              | |
| 「靜聽我心聲 – 風雨中，我的獨白」讀後感 （冠軍）     | 袁敏琪 （沙田培英中學）                      | 靜聽我心聲－ 風雨中， 我的獨白！ （潘莉翎著）                                                                          |
| 即使無聲，依舊美麗 （亞軍）                          | 黃家忻 （寶血會上智英文書院）                | 靜聽我心聲－ 風雨中， 我的獨白！ （潘莉翎著）                                                                          |
| 寄予同聲空下的你 （季軍）                            | 鐘凱玲 （東華三院呂潤財紀念中學）            | 我在學的日子（莫彥著）                                                                                                 |
| 「靜聽我心聲 – 風雨中，我的獨白」讀後感 （優異獎）   | 麥錦順 （香港中文大學校友會聯會 陳震夏中學） | 靜聽我心聲－ 風雨中， 我的獨白！ （潘莉翎著）                                                                          |
| 《我在學的日子》讀後感 （優異獎）                    | 許思琪 （培英中學）                          | 我在學的日子（莫彥著）                                                                                                 |
| 《靜聽我心聲 – 黃雪花》讀後感 （優異獎）             | 陳喆 （深培中學）                            | 靜聽我心聲（黃雪花著）                                                                                                 |
| 寧靜世界裡的笑聲 （優異獎）                          | 陳詠淳 （香港中文大學校友會聯會 陳震夏中學） | 靜聽我心聲（黃雪花著）                                                                                                 |
| 《風雨中，我的獨白！》讀後感 （優異獎）              | 楊純嘉 （樂善堂余近卿中學）                  | 靜聽我心聲－ 風雨中， 我的獨白！ （潘莉翎著）                                                                          |
| 心的聆聽 （優異獎）                                  | 鄭文怡 （東莞工商總會劉百樂中學）            | 靜聽我心聲－ 風雨中， 我的獨白！ （潘莉翎著）                                                                          |
| 《我在學的日子》讀後感 （優異獎）                    | 鄧綽雅 （東華三院呂潤財紀念中學）            | 我在學的日子（莫彥著）                                                                                                 |
| 公開組得獎作品                                       |                                              | |
| 《靜聽我心聲－風雨中，我的獨白！》讀後感 （冠軍）    | 范美欣                                       | 靜聽我心聲－ 風雨中， 我的獨白！ （潘莉翎著）                                                                          |
| 《給孩子的信》讀後感 （亞軍）                        | 郭綠華                                       | 給孩子的信（邱佩怡著）                                                                                                 |
| 靜聽‧煙雨下，生命的情歌 （季軍）                     | 馬翠媚                                       | 靜聽我心聲－ 風雨中， 我的獨白！ （潘莉翎著）                                                                          |
| 聽．不聽．聽不到---讀風雨中，我的獨白有感 （優異獎） | 王妍菲                                       | 靜聽我心聲－ 風雨中， 我的獨白！ （潘莉翎著）                                                                          |
| 激勵自己 （優異獎）                                  | 王潔儀                                       | 我在學的日子（莫彥著）                                                                                                 |
| 給一位偉大母親的回信 （優異獎）                      | 林苑芝                                       | 給孩子的信（邱佩怡著）                                                                                                 |
| 凡間天使 （優異獎）                                  | 冼燕珊                                       | 靜聽我心聲－ 風雨中， 我的獨白！ （潘莉翎著） 我在聾校的日子（馮芷筠著） 靜聽我心聲（黃雪花著） 我在學的日子（莫彥著） |
| 平常便是尊重 （優異獎）                              | 郭志強                                       | 我在學的日子（莫彥著）                                                                                                 |
| 讀後感：雨中的花兒 （優異獎）                        | 陳善盈                                       | 靜聽我心聲－ 風雨中， 我的獨白！ （潘莉翎著）                                                                          |
| 靜聽我心聲 黃雪花 之讀後感 （優異獎）                | 葉英華                                       | 靜聽我心聲（黃雪花著）                                                                                                 |

註：優異獎排名不分先後
資料來源：國際獅子總會中國港澳 303 區青年獅子區會 － 《聲空奇遇》徵文比賽得獎作品

## 【用心聽 聾健共融】通識教材套
在2013年，龍耳製作【用心聽 聾健共融】通識教材套，希望透過結合聾人及弱聽人士生活經驗、社會機構的服務經驗及社會諸事百態以梳理出聾人及弱聽社群生活上所面對的種種問題，並透過資料的整理，讓學生能夠從中了解社群的特徵及生活文化，從而培養出公民視野，推動社會發展。

## 外部連結
- 龍耳 － 《細聽我心聲》徵文比賽得獎作品 （页面存档备份，存于）
- 國際獅子總會中國港澳 303 區青年獅子區會 － 《聲空奇遇》徵文比賽得獎作品